# Триаксиальный кабель

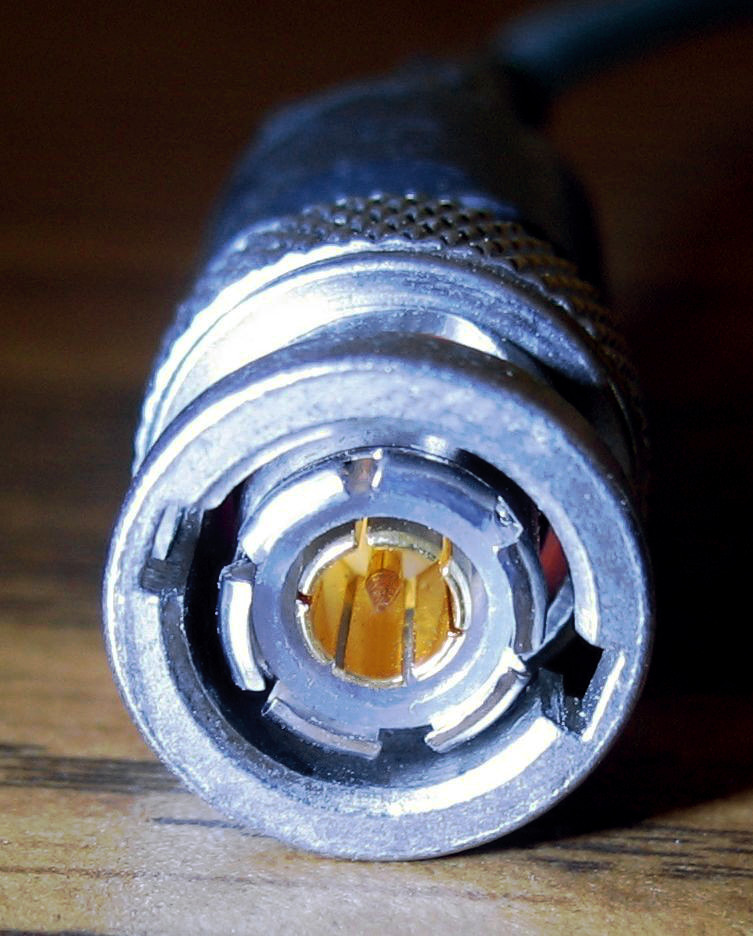
Триаксиальный BNC-коннектор. В новых вариациях используются три замочных паза вместо двух, как здесь, чтобы избежать случайного подключения к обычному BNC-разъему.

Триаксиальный кабель, или для краткости триакс, — это разновидность электрического кабеля, родственная коаксиальному кабелю, но отличающаяся от него наличием дополнительного слоя изоляции и вторичного экранирующего проводника. По сравнению с коаксиальным кабелем он обеспечивает более широкую полосу пропускания и повышенную помехоустойчивость, однако является более дорогим. Широко используется в телевещании для подключения профессиональных видеокамер и пультов управления камерами. Внешний проводник часто используется в качестве экранирующего заземления. Центральная жила служит для передачи данных и подачи напряжения питания; внутренний экран является общей землей. Частотное разделение каналов позволяет камере передавать по кабелю аудио- и видеосигналы (в том числе HD), а пульт может управлять камерой, передавая ей настройки (например, параметры экспозиции), команды (например, tally — индикация прямого эфира для оператора и субъекта съемки) и обеспечивая питание.
На объектах, часто служащих местом работы телеоператоров (таких, как стадионы), триаксиальные кабели от точек съемки внутри здания до места парковки мобильной телестанции часто закладываются в проект здания. Это существенно упрощает жизнь работникам телевидения, поскольку снимает необходимость прокладывать, а после съемки убирать собственные кабели.
- В 1992 году подразделение фирмы Philips в городе Бреда получило престижную премию в области технологических разработок от Американской телевизионной академии за разработку технологии использования триаксиального кабеля с цветными телекамерами.

Также триаксиальные кабели используются для прецизионных измерений слаботочных сигналов. Потенциалы центральной жилы и внутреннего экрана при этом поддерживаются на одинаковом уровне, что практически нивелирует токи утечки, невзирая на возможные дефекты изоляции. Токи утечки могут возникать между внутренним и внешним экранирующими проводниками, однако это никак не сказывается на измерениях тока через центральную жилу, которая и подключается к исследуемому объекту.
Триаксиальный кабель может использоваться совместно с домашними распределительными устройствами, которые позволяют комбинировать и разделять разнообразные сигналы для их передачи по кабелю.